# Горностаевый мех (геральдика)

Традиционная шраффировка (герб Бретани)

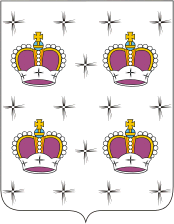
Упрощённая шраффировка на гербе города Дмитрова)

Горностаевый мех (фр. hermine) — один из двух мехов, традиционно используемых в геральдике.

## Особенности
В геральдической литературе именуется также: гермелин, эрмелин.
Чаще всего использовался натуральный горностаевый мех. Обычай пришёл в средневековье и в геральдику от древних германцев, чьи боевые щиты покрывались мехами. Из меха достаточно легко можно было вырезать ту или иную фигуру, каковая и прибивалась затем к щиту гвоздями. Редкие меха, такие, как горностай, стали атрибутом роскоши и власти, горностай употреблялся для подбивки мантий государей, герцогов, князей, судей и других владетельных лиц.

## Шраффировка и цветовое отображение
Графически в чёрно-белом варианте чаще всего обозначается в виде серебряного или белого поля (порой с текстурой меха), усеянного чёрными хвостиками, форма которых варьируется. Преобладающим вариантом является «хвостик» — крестик, подобный знаку трефовой масти, нижняя ветвь которого удлинена и, расширяясь, разделяется на три кончика. Обыкновенно хвостики располагаются в 6 рядов, по 3 и 4 хвостика в ряд.
Иногда чёрные концы хвостиков рисовались выходящими из пятнышка, чаще всего жёлтого цвета. Это проистекает от реальной окраски хвоста горностая повыше чёрного конца.
Горностаевый мех может изображаться в разных цветовых сочетаниях: ermine — серебряная область с чёрными хвостиками; ermines — чёрная область с серебряными хвостиками (противогорностай); erminois — золотая область с чёрными хвостиками; pean (кожа) — изображаемый чёрной областью с золотыми крапинками. Имеется также «Gules ermined argent» — червлёная область с серебряными хвостиками.

Противогорностай
Золотой горностай
Золотой противогорностай
Gules ermined argent

## Символика
Горностай в геральдике традиционно служит символом чистоты и власти. В старых геральдических описаниях о горностае сказано следующее: «Маленький этот зверек до того чистоплотен, что лучше даст себя поймать, чем перейдет через мокрое и нечистое место, чтобы не замарать своего хорошенького меха».